# 1951 na Coreia do Sul
Esta é uma cronologia dos principais fatos ocorridos no ano de 1951 na Coreia do Sul.

## Incumbentes
- Presidente – Syngman Rhee (1948–1960)
- Primeiro-ministro – Chang Myon (1950–1952)

## Eventos
- 4 de janeiro – Guerra da Coreia: Terceira Batalha de Seul: Forças chinesas e norte-coreanas capturam Seul pela segunda vez (eles haviam perdido Seul na Segunda Batalha de Seul em setembro de 1950).
- 6 a 8 de janeiro – Centenas de civis desarmados são assassinados por forças militares, policiais e milicianos sul-coreanos durante o massacre de Ganghwa.
- 7 de fevereiro – Forças anticomunistas do Exército sul-coreano perpetram o massacre de Sancheong-Hamyang, no qual 705 civis foram assassinados.
- 9 a 11 de fevereiro – Forças anticomunistas do Exército sul-coreano perpetram o massacre de Geochang, no qual 719 civis foram assassinados.
- 14 de março – Guerra da Coreia: Pela segunda vez, tropas das Nações Unidas recapturam Seul durante a Operação Ripper.
- 10 de julho – Guerra da Coreia: Negociações de armistício iniciam em Kaesong.

## Nascimentos
- 11 de outubro – Kim Ja-ok, atriz (m. 2014)
- 3 de dezembro – Riki Chōshū, lutador de luta profissional